# فوشان

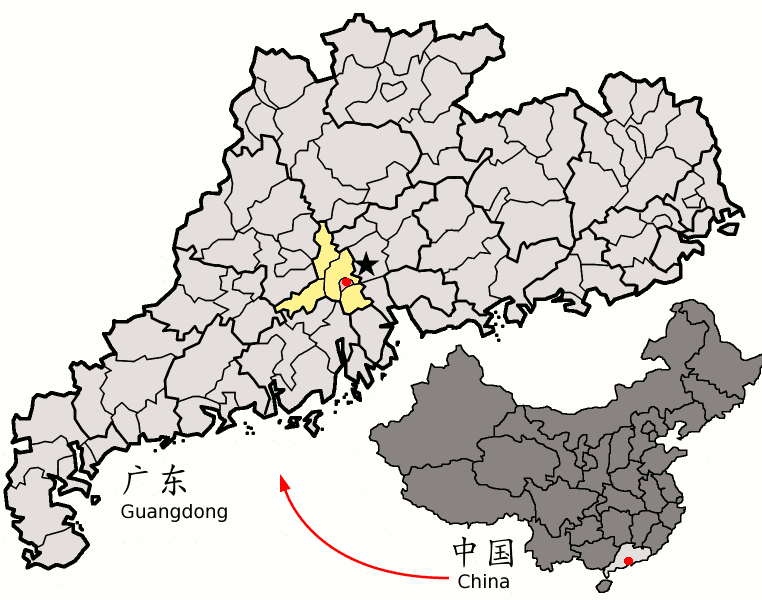
فوشان در نقشه چین.

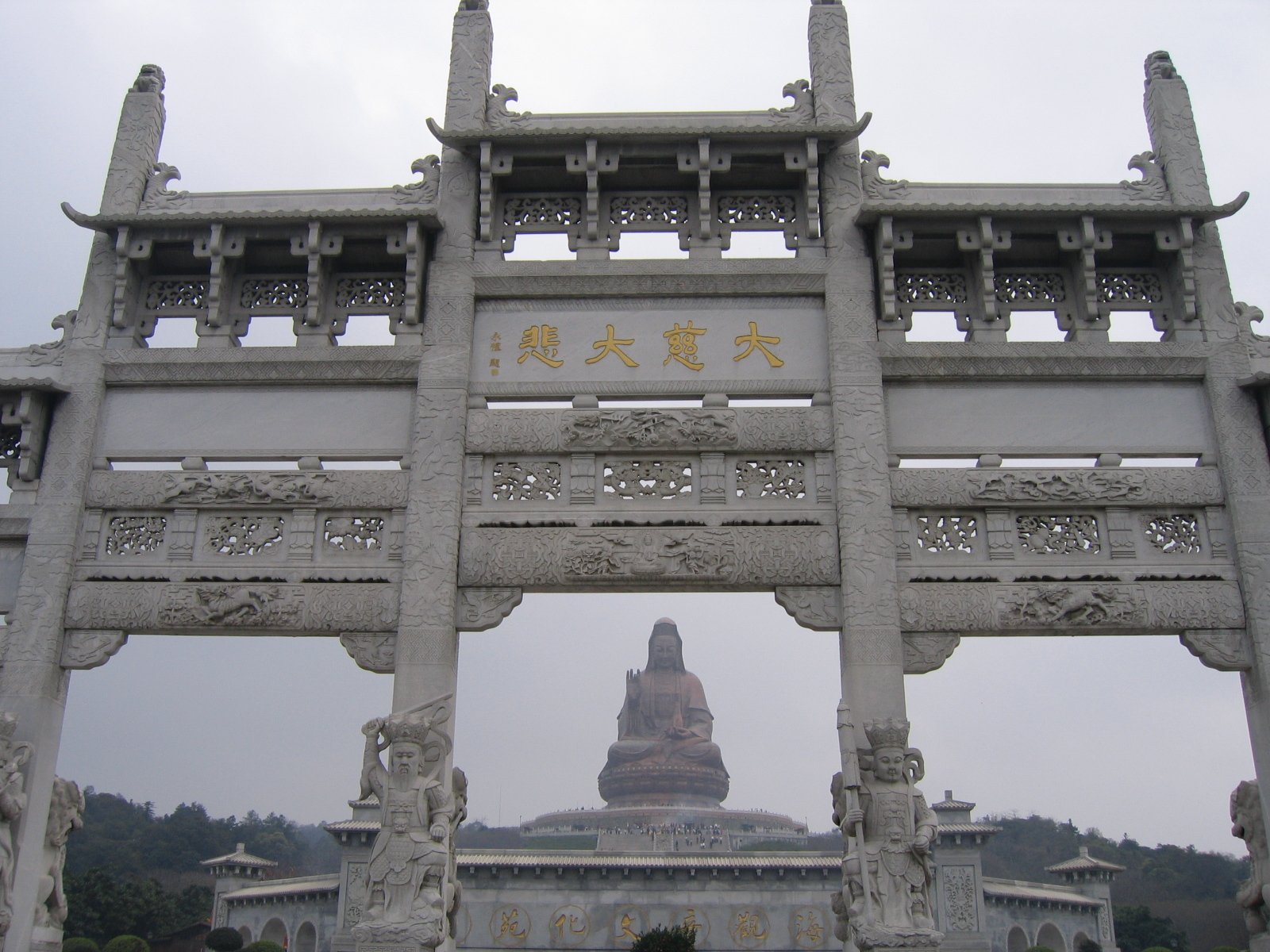
منطقه‌ای تاریخی در فوشان.

فوشان یا فُشان یا فتشان (به چینی: 佛山 به انگلیسی: Foshan یا Fatshan) یکی از شهرهای کشور جمهوری خلق چین است. جمعیت آن در سال ۲۰۰۸ میلادی برابر ۵٬۷۲۹٬۰۴۵ نفر تخمین زده شده است. جمعیت آن با حومه بیش از سه میلیون و سیصد هزار نفر است.
شهر فوشان در استان گوانگ دونگ چین واقع شده و یکی از مراکز مهم صنعتی، فرهنگی و تاریخی این کشور به شمار می‌رود. این شهر در دلتای رودخانه مروارید قرار دارد و حدود ۲۵ کیلومتر با گوانگژو فاصله دارد. مساحت آن حدود ۳٬۸۴۸ کیلومتر مربع است و بر اساس سرشماری سال ۲۰۲۰، جمعیت آن نزدیک به ۹٫۵ میلیون نفر برآورد شده است. گویش اصلی مردم این منطقه کانتونی است و آب‌وهوای آن نیمه‌گرمسیری مرطوب با تابستان‌های گرم و مرطوب و زمستان‌های معتدل توصیف می‌شود.
نام فوشان به معنای «کوه بودا» است و این نام به کشف سه مجسمه برنزی بودا در سال ۶۲۸ میلادی در این منطقه اشاره دارد. این شهر زادگاه اپرای کانتونی، هنرهای رزمی مانند نان‌چوان و رقص شیر است و شخصیت‌های برجسته‌ای مانند استاد هنرهای رزمی ییپ من و هوانگ فی‌هونگ از این شهر برخاسته‌اند.
فوشان از مراکز اصلی تولید سرامیک، فولاد، لوازم خانگی، منسوجات و محصولات الکترونیکی در چین به‌شمار می‌رود و سومین مرکز صنعتی بزرگ در استان گوانگ‌دونگ محسوب می‌شود. این شهر نقش مهمی در اقتصاد منطقه دارد.
از جمله جاذبه‌های گردشگری آن می‌توان به معبد اجدادی فوشان، باغ سنتی لیانگ و کوره باستانی نان‌فنگ اشاره کرد. کوره نان‌فنگ یکی از قدیمی‌ترین کوره‌های سرامیک‌سازی است که هنوز فعال بوده و به‌عنوان میراث فرهنگی محافظت می‌شود.
فوشان دارای شبکه‌ای پیشرفته از ترابری شامل شبکه مترو، خطوط ریلی و فرودگاه است و با شهرهای بزرگی مانند گوانگژو، هنگ‌کنگ و ماکائو ارتباط دارد. همچنین این شهر با شهرهایی مانند آکس-آن-پروانس در فرانسه، ایتامی در ژاپن، مدوی در انگلستان و استوکتون در آمریکا روابط خواهرخواندگی دارد.

## تاریخچه
فوشان در بیشتر تاریخ چین، یک سکونت‌گاه کوچک در کنار رود فِن بود که پیرامون یک صومعه بودایی متعلق به دوران تانگ شکل گرفت. این صومعه در سال ۱۳۹۱ میلادی ویران شد، اما معبد نیاکانی فوشان (یک معبد تائویی که در سال ۱۳۷۲ بازسازی شده بود) تا قرن پانزدهم به مرکز اصلی جامعه تبدیل شد. در آغاز دوره مینگ، فوشان به یکی از چهار بازار بزرگ چین بدل شد؛ شهرت آن بیشتر به دلیل صنعت سفالگری محلی و تا حدی نیز فلزکاری‌اش بود. در دوره چینگ، بندر آن تنها پذیرای کشتی‌هایی با ظرفیت هزار تن بود، اما همچنان با دیگر بنادر گوانگ‌دونگ در ارتباط ماند. تا قرن نوزدهم، فوشان را «بیرمنگام چین» می‌نامیدند، زیرا صنعت فولاد آن عمدهٔ آهن تولیدی استان را مصرف می‌کرد.
در اوایل قرن بیستم، فوشان با گوانگ‌ژو و سان‌شویی از طریق راه‌آهن متصل شد. پس از پیروزی کمونیست‌ها در جنگ داخلی چین در سال ۱۹۴۹، معبد نیاکانی به موزهٔ شهرداری فوشان تبدیل شد. این شهر تا دههٔ ۱۹۵۰ همچنان بر تولید سرامیک و فولاد متمرکز بود، اما به‌تدریج به یک مرکز سیاسی شهری بدل شد. در سال ۱۹۵۱ از شهرستان نانهای جدا و به شهر سطح شهرستان ارتقا یافت و در ۱۹۵۴ مرکز اداری استان شد. انقلاب فرهنگی موجب رکود اقتصادی آن شد؛ تولید سنتی سرامیک ممنوع شد و کارگاه‌ها به تولید اشیای تبلیغاتی مائویی روی آوردند، اما جمعیت آن تا دههٔ ۱۹۷۰ به ۳۰۰ هزار نفر رسید و پس از گوانگ‌ژو به دومین شهر بزرگ استان تبدیل شد.
از سال ۱۹۷۳، فوشان مجاز به تولید محصولات کشاورزی و مصرفی برای صادرات شد و به‌زودی با بزرگراهی مدرن به گوانگ‌ژو متصل شد. این تحولات به مقامات محلی اجازه داد تا با آغاز سیاست‌های اصلاحات و درهای باز دنگ شیائوپینگ، بیشترین بهره را ببرند.
در سال ۱۹۸۳، فوشان به شهر سطح فرمانداری ارتقا یافت و مرکز پیشین آن به منطقهٔ چانگ‌چنگ تبدیل شد، اگرچه بخش جنوب‌غربی قلمرو سابقش به شهر جیانگ‌من واگذار شد. در سال ۲۰۰۲ نیز مناطق شونده و نانهای به هستهٔ شهری آن پیوستند.
از سال ۲۰۲۰، خیابانی با تم ژاپنی در فوشان محبوب جوانانی شد که به‌دلیل کرونا نمی‌توانستند به خارج سفر کنند. این خیابان ۱۰۰ متری به نام «ایچیبان» توسط یک توسعه‌دهندهٔ املاک محلی طراحی شد تا شبیه خیابان‌های معروف تجاری ژاپن باشد و در آن حتی درخت ساکورا نیز نصب شد. اما در پی واکنش‌های منفی و احساسات ضد ژاپنی، همهٔ علائم ژاپنی حذف شد و این خیابان تقریباً متروک شد.